# ديميتري دافيدوفيتش
ديميتري دافيدوفيتش (ولد ديميتري دافيدوفيتش في 21 مايو 1944 في أليكساندروفاتس) هو لاعب كرة القدم بلجيكي من أصل صربي، وحاليا مدير كرة القدم.

## روابط خارجية
- ديميتري دافيدوفيتش على موقع قاعدة بيانات كرة القدم.إي يو (الإنجليزية)
- ديميتري دافيدوفيتش على موقع عالم كرة القدم.نت (الإنجليزية)